# Tibioploides
Tibioploides es un género de arañas araneomorfas de la familia Linyphiidae. Se encuentra en la zona paleártica.

## Lista de especies
Según The World Spider Catalog 12.0:
- Tibioploides arcuatus (Tullgren, 1955)
- Tibioploides cyclicus Sha & Zhu, 1995
- Tibioploides eskovianus Saito & Ono, 2001
- Tibioploides kurenstchikovi Eskov & Marusik, 1991
- Tibioploides monticola Saito & Ono, 2001
- Tibioploides pacificus Eskov & Marusik, 1991
- Tibioploides stigmosus (Xia, Zhang, Gao, Fei & Kim 2001)